# Шандор Верешш
Ша́ндор Ве́решш (також Шандор Вереш, угор. Sándor Veress, 1 лютого 1907, Клуж-Напока — 4 березня 1992, Берн) — швейцарський композитор, піаніст і музикознавець угорського походження.

## Біографія
Народився 1 лютого 1907 року в місті Клуж-Напока, Румунія. Першу половину свого життя провів в Угорщині, другу — з 1949 і до своєї смерті — у Швейцарії, громадянином якої він став в останні місяці свого життя.
Верешш навчався, а потім викладав у Музичній академії Ференца Ліста в Будапешті. Серед його вчителів були Кодай Золтан, з яким він вивчав композицію, і Бела Барток, який навчив його грі на фортепіано. Як помічник угорського фольклориста Ласло Лайта він зробив польові дослідження угорської, трансільванської і молдавської народної музики.
Серед композиторів, які навчалися у нього — Лігеті Дьордь, Дьордь Куртаг, Голліґер Гайнц, Хайнц Марті, Юрга Віттенбах і Роланд Мозер.
Верешш написав безліч камерних і симфонічних творів, а також одну оперу, Hangjegyek lázadása (1931).
Був нагороджений премією Кошута в 1949 році в Угорщині (хоча, перебуваючи в еміграції, був не в змозі отримати цю нагороду), а також премію Бартока-Пасторі у 1985-му.

## Вибрані твори
Опера
- Hangjegyek lázadása (1931)

Балети
- A csodafurulya (1937)
- Térszili Katicza (1943)

Оркестрові твори
- Divertimento (1937)
- A csodafurulya – balettszvit (1937)
- Musica ungaresca (1938)
- 1. szimfónia (1940)
- Quattro Danze Transilvane (1944–1949)
- Threnos – in memoriam Bartók Béla (1945)
- Respublica nyitány (1948)
- Sonata per orchestra (1953)
- 2. szimfónia, „Minneapolitana” (1953)
- Expovare (1964)

Концертні записи
- Hegedűverseny (1939, 1948)
- Nógrádi verbunkos – hegedűre és zenekarra (1940)
- Hommage à Paul Klee – két zongorára és vonószenekarra (1951)
- Concerto zongorára, vonósokra és ütőhangszerekre (1952)
- Nógrádi verbunkos brácsára és vonósokra (1956)
- Passacaglia concertante oboára és vonószenekarra (1961)
- Klarinétverseny (1982)
- Concertotilinkó (Fuvolaverseny) (1991)

Камерні твори
- Szonatina hegedűre és csellóra (1928)
- Zongoraszonáta (1929)
- Két vonósnégyes (1931, 1937)
- Szonatina gyermekeknek I–II. (1932)
- Szonatina kezdő zongorázóknak (1933)
- Szonatina oboára, klarinétra és fagottra (1933)
- Tizenöt kis zongoradarab (1935)
- Hat csárdás (1938)
- Nógrádi verbunkos – hegedűre és zongorára (1940)
- Öt zongoradarab (~1950)
- Vonóstrió (1954)
- Musica concertante 12 vonósra (1966)
- Diptych – fúvósötösre (1968)
- Klarinéttrió (1972)
- Barytontrió (1985)
- Geschichten und Märchen (1988)

Вокальні твори
- Gyermekkar és három kánon (1929)
- Karácsonyi kantáta (1934)
- Tizennégy férfikar magyar népi dallamokra (1934)
- Erdélyi kantáta – vegyeskar (1935)
- Rábaközi nóták – tenor, bariton, basszus (1940)
- Sancti Augustini Psalmus (1944)
- Három dal József Attila verseire – mezzoszoprán, zongora (1945)
- Roedd gan mair un oenig dof – két szoprán, alt, két tenor, basszus (1961)
- Óda Európához. Köszöntés Illyés Gyulának, Európából (1962)
- Elégia – baritonra, hárfára és vonósokra, Walther von der Vogelweide szövegére (1964)
- Songs of the Seasons – hét madrigál Christopher Brennan költeményeire (1967)
- Das Glasklängespiel – kórusra és zenekarra, Hermann Hesse szövegére (1978)

Саундтрек
- Talpalatnyi föld (1948)